# Степаново (Верховазький район)
Степа́ново (рос. Степаново) — присілок у складі Верховазького району Вологодської області, Росія. Входить до складу Шелотського сільського поселення.

## Населення
Населення — 22 особи (2010; 35 у 2002).
Національний склад (станом на 2002 рік):
- росіяни — 100 %